# Ariadna arthuri
Espèce
Ariadna arthuri est une espèce d'araignées aranéomorphes de la famille des Segestriidae.

## Distribution
Cette espèce se rencontre en Floride aux États-Unis, à Cuba, aux Bahamas, à Porto Rico, aux îles Vierges des États-Unis et à Curaçao,.

## Description
Le mâle décrit par Giroti et Brescovit en 2018 mesure 4,36 mm et la femelle 5,2 mm, les femelles mesurent de 4,08 à 8,28 mm.

## Publication originale
- Petrunkevitch, 1926 : Spiders from the Virgin Islands. Transactions of the Connecticut Academy of Arts and Sciences, vol. 28, p. 21-78.